# Willem Jan Kruys
Willem Jan Kruys (Pangkalan Brandan (Sumatra), 13 januari 1906 – Bilthoven, 20 april 1985) was een Nederlands vice-admiraal. 

## Biografie
Willem Jan Kruys was een telg uit een bekend marinegeslacht, kleinzoon van Gerhardus Kruys en W.J. de Bruyne  (resp. vaders en moeders zijde) en neef van Theodoor Louis Kruys. Hij werd geboren op 13 januari 1906 te Pangkalan Brandan (Sumatra) en bracht zijn vroege jeugd door in Nederlands-Indië, maar volgde zijn HBS-B opleiding in Nederland, waarna hij in 1924 benoemd wordt tot adelborst aan het Koninklijk Instituut voor de Marine te Den Helder. 
Zijn grote hobby was (zee)zeilen. Hij was lid van de Senaat in 1925. Op 16 augustus 1927 wordt hij benoemd tot luitenant-ter-zee derde klasse, en op 16 augustus 1929 volgt zijn benoeming tot luitenant-ter-zee tweede klasse. 
Hij huwt op 20 augustus 1935 Anna Troll, dochter van de zeeofficier A.F.L. Troll. Is van voorjaar 1935 tot medio 1938 artillerie-officier a/b Hr.Ms. "Johan Maurits van Nassau", eerst gestationeerd te Curaçao en later konvooidiensten rond de Straat van Gibraltar. Op 15 augustus 1938 benoeming tot luitenant-ter-zee eerste klasse, plaatsing daarna op het Departement van Marine te Den Haag en steekt in de meidagen van 1940 over naar Londen, tezamen met o.a. admiraal Fürstner, heeft de leiding bij de overtocht van de admiraliteit naar het Verenigd Koninkrijk. 
Is aanvankelijk liason-officier te Bath, maar wordt op 6 mei 1942 belast met het commando over de zojuist te Glasgow afgebouwde nieuwe jager Tjerk Hiddes, waarmee hij tot 21 januari 1944 actief deelneemt aan de strijd tegen de vijand. Aanvankelijk vele escortes van geallieerde konvooien op de Atlantische Oceaan, later (december 1942) de beroemde Timortochten waarbij hij 1200 personen (vrnl KNIL-personeel), zonder dat de Japanners dat opmerken, van Timor evacueert in drie uiterst risicovolle operaties. (Zie Lou de Jong, Het Koninkrijk der Nederlanden in de Tweede Wereldoorlog, deel 11c, blz. 284). Hij wordt daarvoor door President Roosevelt persoonlijk benoemd tot Officer Legion of  Merit. Later wordt hij voor deze acties onderscheiden met het Ereteken voor bijzondere krijgsverrichtingen Timor 1942. Opvallend is dat tijdens de acties met de “Tjerk Hiddes” gedurende zijn gehele commandoperiode geen noemenswaardige schade aan schip of bemanning werd opgelopen. De Britse Koning George VI onderscheidde hem voor zijn oorlogsacties met de Order of the British Empire (Officer Military Decision)
In 1945 volgde de benoeming tot hoofd opleidingen Koninklijke Marine te Londen en in 1948 bevordering tot kapitein-luitenant-ter-zee. Hij is nauw betrokken bij de rondetafelconferentie in 1948 en verblijft voor de K.M. nog een aantal maanden in Australië. Op 1 augustus 1952 benoeming tot kapitein-ter-zee en weer plaatsing te Den Haag als hoofd bureau bewapening. Is in het bijzonder betrokken bij de afbouw van de beide (toen) ultramoderne kruisers “De Ruyter” en “Zeven Provinciën”. 
Hij wordt op 18 november 1953 de eerste commandant van Hr.Ms. “De Ruyter”, stelt het schip op die datum in dienst in aanwezigheid van Hare Majesteit Koningin Juliana. Dit schip heeft altijd zijn bijzondere voorliefde gehad en het is opvallend dat binnen de K.M. thans nog steeds gesproken wordt over de uitermate kundige wijze waarop hij met het schip wist om te gaan. 
In augustus 1955 volgde zijn benoeming tot Vlagofficier Materieel, tijdelijk schout-bij-nacht (de jongste ooit) en op 4 september 1956 bevordering tot schout-bij-nacht. Zijn bevordering tot viceadmiraal volgde op 4 september 1958, waarmee hij de derde “admiraal Kruys” in de historie werd. Voor de vele verdiensten jegens de Zweedse staat (Bofors) werd Kruys onderscheiden met de Poolster van Zweden en de Orde van het Zwaard van Zweden.  
Kruys' pensionering geschiedde op 16 september 1960, waarna benoeming tot plv. Directeur-Generaal van de Rijksluchtvaartdienst, van 1962 tot 1971 Directeur-Generaal RLD. Voor zijn verdiensten jegens Oostenrijk werd Kruys gedurende zijn luchtvaartjaren onderscheiden met het groot gouden ereteken van verdienste jegens de Bondsrepubliek Oostenrijk. De KLM toonde haar waardering met de Medaille van Verdienste.
Kruys is mede-oprichter en voorzitter (schipper) geweest van de Nederlandsche Anchorites en voorzitter van de Vereniging Mars & Mercurius, voorzitter en erelid van de Koninklijke Marine Jachtclub, mede-oprichter en langdurig bestuurslid van het Karel Doorman Fonds en lid van de raad van advies van het Veteranen Legioen Nederland.
In 1939 was hij assistent-hoofdkwartiercommissaris voor zeeverkenners bij de vereniging De Nederlandse Padvinders (NPV) en assistent-districtscommissaris voor zeeverkenners in Den Haag. Na de Tweede Wereldoorlog kwam hij terug in het hoofdbestuur als hoofdkwartiercommissaris voor zeeverkenners. In 1949 werd hij benoemd tot hoofdcommissaris van de Vereeniging Nederlandsch Indische Padvinders (NIPV). 
In 1951 trad hij aan als hoofdkwartiercommissaris voor de zeeverkenners bij de NPV. 
W.J. Kruys had een dochter en twee zonen. Hij overleed te Bilthoven op 20 april 1985.

## Onderscheidingen
- Ridder in de Orde van de Nederlandse Leeuw
- Commandeur in de Orde van Oranje-Nassau met de zwaarden
- Ereteken voor Belangrijke Krijgsbedrijven met gesp "Timor 1942"
- Oorlogsherinneringskruis 1940-45 met 2 gespen
- Ereteken voor Orde en Vrede met 1 gesp
- Onderscheidingsteken voor Langdurige Dienst als officier met cijfer XXX
- Officer Legion of Merit met Combat V (U.S.A.)
- Officer Most Excellent Order of the British Empire
- Commandeur Orde van het Zwaard, Zweden
- Commandeur 1e kl. Orde van de Poolster van Zweden
- Groot gouden ereteken voor verdienste jegens de Bondsrepubliek Oostenrijk
- Medaille van verdienste KLM
- Zilveren Vlaamse Gaai, de Nederlandse Padvinders